# Leszek Płażewski
Leszek Płażewski (ur. 28 czerwca 1936 w Warszawie, zm. 1 stycznia 2011 tamże) – polski prozaik, scenarzysta filmowy oraz scenarzysta telewizyjny.

## Życiorys
Wychował się w podwarszawskich Włochach. Po zdobyciu uprawnień technika geodety w 1957, został pracownikiem terenowych ekip geodezyjnych. Debiutował jako prozaik w 1958 roku na łamach "Współczesności". W latach 1963–65 jako autor słuchowisk radiowych współpracował z Teatrem Miniatur Radiowych "Zwierciadło" Polskiego Radia.  Autor scenariuszy filmów Niedziela Barabasza Janusza Kondratiuka (1972), Jabłka Zbigniewa Kamińskiego (1974), Historia pewnej miłości Wojciecha Wiszniewskiego, Róg Brzeskiej i Capri (1979) i Prawo jest prawem (1983) w reżyserii Krzysztofa Wojciechowskiego. 
Autor opowiadań publikowanych w dodatku Plus-Minus do gazety "Rzeczpospolita". W ostatnich latach życia mieszkał w Warszawie na Dolnym Mokotowie.
Został pochowany na cmentarzu parafialnym we Włochach.

## Ciekawostki
W latach 1952–60 uprawiał boks w warszawskim klubie Polonia.

## Twórczość literacka
- Ktoś za drzwiami (1964)
- Cudowne dzieci (1967)
- Szklany bokser (1969)
- Kilka jesiennych dni (1970)
- Niedziela Barabasza (1973)
- Mrówki faraona (1984)
- Historia pewnej miłości (1988)
- W towarzystwie szczura (1988)

## Filmografia
- Ring (1989) - scenariusz, dialogi;
- Fetysz (1984) - współpraca reżyserska;
- Prawo jest prawem (1982) - scenariusz;
- Róg Brzeskiej i Capri (1979) - scenariusz;
- Antyki (1977) - konsultacja;
- Jabłka (1974) - scenariusz, dialogi;
- Historia pewnej miłości (1974) - scenariusz;
- Niedziela Barabasza (1971) - scenariusz.